# Johann et Ernst Ayrer
Pour les articles homonymes, voir Ayrer.
Johann et Ernst Ayrer sont deux écuyers allemands, père et fils. 

## Biographie
Johann Ayrer naît en 1732 à Cobourg et pratique l'équitation dès l'âge de 14 ans. En 1749, il est engagé comme surveillant d'écuries à Vienne. Il enseigné ensuite l'équitation pendant cinquante ans à Göttingen et cette période est considérée comme l'âge d'or de l'équitation hanovrienne. Il est à la fois écuyer, hippiatre et enseignant. Il fonde en 1770 une école vétérinaire en Allemagne sur les modèles déjà existants en France à Lyon et Alfort. Son travail lui vaut des félicitations de Goethe.
Enst Ayrer, son fils, naît à Göttingen le 30 mai 1774, et après des études de droit, se spécialise dans les mathématiques, l'anatomie et la physiologie animale. Il devient écuyer en 1796 grâce à son père, et prend sa succession le 5 février 1817.